# Megalopta amoena
Megalopta amoena är en biart som först beskrevs av Maximilian Spinola 1851.  Megalopta amoena ingår i släktet Megalopta och familjen vägbin. Inga underarter finns listade i Catalogue of Life.